# Peru nos Jogos Sul-Americanos de 2014
O Peru participará dos Jogos Sul-Americanos de 2014, a serem realizados em Santiago. Será a décima aparição do país nos Jogos Sul-Americanos.
A delegação peruana estará integrada por um total de 251 atletas que disputarão medalhas em 27 disciplinas desportivas. Pelo número de integrantes esta será a maior delegação que o país já levou a uma edição dos jogos.